# Paolo Valeri
Paolo Valeri (Roma, 16 maggio 1978) è un ex arbitro di calcio italiano.
È Vice Presidente del settore arbitrale e responsabile del progetto VAR per la Federazione Greca di Calcio.

## Carriera

### Anni 1990 e 2000
Nato a Roma, è arbitro effettivo dal 1994 e appartiene alla sezione "Riccardo Lattanzi" (Roma 2).
Esordisce in Eccellenza nel novembre 1999. Due anni dopo viene promosso, e nella stagione sportiva 2001-2002, fa il suo esordio in serie D. Qui rimane in organico per tre anni, e dunque nel 2004 fa un altro salto di categoria, passando alla C.A.N. C. Nel 2005 viene premiato miglior fischietto esordiente in serie C2, col premio Lino Nobile. Qui l'arbitro romano prosegue la sua carriera per altri tre anni di ottimo rendimento, durante i quali totalizza 35 presenze in serie C1 (compresa la finale play-off del 2007 (Pisa-Monza) venendo pesantemente contestato per non aver sospeso il match dopo svariate invasioni di campo da parte dei tifosi pisani; nel 2007 ciò gli permette di compiere il passo verso la massima categoria arbitrale italiana, la C.A.N. A-B, su proposta dell'allora designatore Maurizio Mattei, e viene premiato come migliore arbitro della stagione, col premio Riccardo Lattanzi. Per la seconda sezione di Roma, a vent'anni circa dalla nascita, si tratta in assoluto del primo arbitro di calcio a raggiungere tale traguardo.
Ha fatto il suo esordio in B il 1º settembre 2007 in Pisa-Frosinone (0-1) e successivamente nella massima serie in Udinese-Empoli (2-2), il 23 dicembre 2007, premiato a fine stagione come migliore arbitro debuttante in Serie A, premio Bernardi.

### Anni 2010
Il 3 luglio 2010, con la scissione della C.A.N. A-B in C.A.N. A e C.A.N. B, viene inserito nell'organico della C.A.N. A.
Il 3 agosto 2010 ha ricevuto il Premio Sportilia come miglior arbitro giovane della C.A.N. A.
A partire dal 1º gennaio 2011 è un arbitro internazionale a disposizione della FIFA.
Al termine della stagione 2010/2011 viene insignito con il Premio Giovanni Mauro, destinato all'arbitro CAN meglio distintosi.
Il 23 gennaio 2012 riceve in Campidoglio, presso la sala della Protomoteca, dal sindaco di Roma Gianni Alemanno il premio "Atleta dell'anno 2011".
In campo internazionale, il 29 febbraio 2012 è designato per la prima volta in una sfida tra nazionali maggiori: dirige a Klagenfurt un'amichevole tra Austria e Finlandia.
Il 14 maggio 2012 riceve nel salone d'onore del Circolo Canottieri Aniene, in Roma, il premio "USSI Roma 2012".
Nel luglio 2012 è selezionato dall'UEFA tra i sei fischietti per il campionato europeo di calcio Under 19, in programma in Estonia. Nell'occasione gli vengono assegnate due partite della fase a gironi.
Il 22 novembre 2012 è chiamato dall'UEFA a esordire nella fase a gironi dell'Europa League: dirige infatti un match della quinta giornata tra gli svizzeri del Basilea e i portoghesi dello Sporting.
Nel maggio 2014 viene designato come arbitro addizionale per la finale di Coppa Italia in programma all'Olimpico il 3 maggio 2014, tra Fiorentina e Napoli.
Il 19 luglio 2014 ha ricevuto il Premio Sportilia come miglior arbitro della stagione sportiva 2013-2014.
Ritorna ad arbitrare fuori dai confini nazionali il 7 agosto 2014, in occasione della gara di ritorno del terzo turno di qualificazione di Europa League tra i portoghesi del Rio Ave e gli svedesi dell'IFK Göteborg, terminata in parità 0-0.
Il 22 dicembre 2014 dirige per la prima volta in carriera la finale di Supercoppa Italiana, disputatasi nell'occasione tra Juventus e Napoli a Doha in Qatar presso lo stadio Jassim Bin Hamad. Con lui, gli assistenti Mauro Tonolini e Lorenzo Manganelli, gli addizionali Luca Banti e Gianpaolo Calvarese, e il quarto ufficiale Alessandro Giallatini.
La stagione internazionale 2015-2016 inizia molto presto per lui: il 2 luglio 2015 è già impegnato nella gara d'andata del primo turno di qualificazione dell'Europa League tra il MTK Budapest e il Vojvodina e il 14 luglio debutta nel secondo turno (gara d'andata) di Champions League dirigendo la gara tra il FK Sarajevo (Bosnia Herzegovina) e il KKS Lech Poznan (Polonia). Ritorna a dirigere in Europa League il 6 agosto nella gara di ritorno del Terzo turno di qualificazione tra i romeni dell'Astra Giurgiu e gli inglesi del West Ham.
Il 18 ottobre 2015 dirige, per la sua seconda volta, il derby d'Italia tra Inter e Juventus, terminato 0-0.

Il 30 marzo 2016 dirige la finale del Torneo di Viareggio, Juventus-Palermo, terminata 3-2 per I bianconeri.

Il 28 ottobre 2017 dirige la classica Milan-Juventus, terminata 2-0 per i bianconeri.
Il 30 aprile 2018 viene selezionato ufficialmente in qualità di VAR dalla FIFA per i mondiali di Russia 2018.
Il 1º agosto 2018 ritorna in campo nella gara di ritorno del II. turno di qualificazione di Champions League tra il Basilea e il PAOK Salonicco (0-3).
Il 12 novembre 2018 ha ricevuto il premio “Miglior Arbitro dell’Anno” per la categoria Lega Serie A - Best Awards stagione calcistica 2017/2018 alla VIII Edizione degli Italian Sport Awards.
Nel gennaio 2019 viene selezionato in qualità di Video Assistant Referee per la Coppa d'Asia 2019, dove viene designato per le due partite valide per i quarti di finale Vietnam-Giappone e Corea del Sud-Qatar, per le due semifinali Iran-Giappone e Qatar-Emirati Arabi Uniti e per la finale Giappone-Qatar.
Viene designato dalla FIFA come Var nel campionato del mondo di calcio femminile, disputatosi in Francia dal 7 giugno al 7 luglio 2019.

### Anni 2020
Il 1º settembre 2020 viene inserito nell'organico della CAN A-B, nata dall’accorpamento di CAN A e CAN B: dirigerà sia in Serie A che in Serie B. Nella stagione 2020-2021 viene designato in 13 partite del massimo campionato e per 3 in cadetteria.
Dal 1º gennaio 2021 figura nella lista dei Video Match Officials (ufficiali di gara che svolgono la funzione di VAR) della FIFA.
Il 18 gennaio 2021 viene designato per dirigere la finale di Supercoppa italiana Juventus-Napoli. Si tratta della seconda designazione nella competizione, dopo quella avvenuta nel 2014.
Il 26 gennaio 2021, durante il derby Inter-Milan, gara valida per i quarti di finale di Coppa Italia, si infortuna venendo sostituito dal collega Daniele Chiffi.
L'11 aprile 2021, in occasione di Sampdoria-Napoli, dirige la gara numero 200 in Serie A.
Il 21 aprile 2021 viene selezionato ufficialmente dalla UEFA come addetto VAR per gli Europei 2021.
Il 17 maggio 2021 viene designato come VAR per la finale di Coppa Italia del 19 maggio Juventus-Atalanta.
Il 30 settembre 2021 l'AIA rende noto il suo ritiro dalle liste degli arbitri internazionali della FIFA, con decorrenza dal 1º gennaio 2022, venendo tuttavia confermato nel gruppo dei Video Match Officials internazionali. Il 9 maggio 2022 viene designato per la prima volta per dirigere la finale di Coppa Italia Juventus-Inter mentre il 19 maggio seguente viene selezionato ufficialmente in qualità di VAR dalla FIFA per i mondiali di Qatar 2022.
Il 3 luglio 2023 vengono rese note le sue dimissioni dall'organico CAN come arbitro effettivo. Il romano chiude la propria carriera sul campo con 225 gare dirette nella massima serie, dato che lo issa all’undicesimo posto di tutti i tempi.
Nel marzo 2024 la FIFA lo ha convocato nel ruolo di VAR per il torneo di calcio dei Giochi della XXXIII Olimpiade in programma a Parigi e in altre sei città tra luglio e agosto 2024.. Nel torneo maschile ha operato nelle partite Argentina-Marocco, Uzbekistan-Egitto e USA-Guinea; in quello femminile nelle gare Spagna-Nigeria e Colombia-Canada.
Il 23 aprile 2024 la UEFA lo ha convocato per il campionato d'Europa 2024 in Germania, nel ruolo di VAR insieme al collega Massimiliano Irrati, agli arbitri Daniele Orsato e Marco Guida ed agli assistenti Filippo Meli, Giorgio Peretti, Ciro Carbone e Alessandro Giallatini.
Dalla stagione sportiva 2024-25 è il nuovo Vice Chairman of Referee Department & Var Manager della Hellenic Football League.